# Калуня-каля
„Калуня-каля“ е български исторически роман, написан от писателя Георги Божинов. Публикуван е за първи път през 1988 г.

## История на творбата
През 1975 г. Георги Божинов дава в сп. „Септември“ пътеписа си „Гора зелена, вода студена“, който е публикуван в бр. 3. В последния момент авторът допълва творбата си с три страници, в които са предадени спомените на петима оцелели българи от съветския ГУЛАГ. След последвалата остра реакция  на съветското посолство броят е иззет, а главният му редактор Камен Калчев заедно с цялата редакция са уволнени. Георги Божинов също е уволнен като кореспондент на в. „Труд“ за Благоевград. Останал без препитание, писателят започва усилена работа по бъдещия роман, който е завършен през 1980 г. След няколкогодишно отлежаване по редакциите той е издаден от „Български писател“ в тираж 16 112 бройки (от които 2112 с твърда подвързия). Редактор на първото издание е Красимир Дамянов. Поради спецификата на темата и националистическата кампания, разгърната в страната покрай Възродителния процес, романът остава напълно незабелязан по това време. Преоткрит е донякъде случайно едва четвърт век по-късно от писателя Деян Енев, който купува екземпляр от първото издание от кашони с антикварни книги. Той има голям принос книгата да бъде издадена повторно. Второто издание на романа от 2014 г. е дело на ИК „Хермес“. Книгата бързо се превръща в хит и се налагат няколко допечатки Същата година романът е награден с наградата на Асоциация „Българска книга“ „Златен лъв“ в категорията „За издателски проект с най-голяма обществена значимост и с широк медиен интерес“, а на Георги Божинов е присъдена посмъртно почетната награда от името на книжарите от веригата „Хеликон“.

## Сюжет
Романът пресъздава смутното време в Родопите преди, по време и след Априлското въстание. За разлика от преобладаващата литература по темата Георги Божинов избира необичайна гледна точка – тази на българите-мохамедани. 
Главният герой – богатият ага Калуньо, против волята си е въвлечен в потушаването на въстанието и унищожаването на българските селища – макар и имената на топонимите да са променени, очевидно се визира Баташкото клане. Потресен от видяното, той се опитва посвоему да възстанови справедливостта. Обаче опитите насила да вършиш добро, не водят към по-добро. Част от сюжетите и героите се срещат още в първата му книга „Вдън гората Дикчам“, издадена през 1960 г.

## Структура
Романът изграден от две части – първата обхваща мирното време преди бунтовете и потушаването им, както и взаимоотношенията в триъгълника Калуньо – жена му Гюла и каракачанката (чръноовчарката) Костанда. Втората част представя личната война за справедливост на Калуньо след кървавите събития и новият триъгълник на взаимоотношения, изграден между Калуньо и спасените от него български деца Нано и Малката (Ленке).
Първа част
I. Бели сарае с кула
1. Чръноовчарката
2. Гюла
3. Бели сарае с кула
II. Метеж
III. Оставете го да си умре сам
Втора част
IV. Калуньо оправя света
V. ...но светът не иска да се оправя
VI. Самак
VII. Малката
VIII. Калуня-каля